# Hrvatska Kostajnica
Hrvatska Kostajnica (tyska: Castanowitz) är en stad i Kroatien mycket nära gränsen till Bosnien-Hercegovina. Staden har 2 746 invånare (2001).